# Aeródromo de Tres Lomas
El Aeródromo de Tres Lomas es un aeropuerto ubicado 2,5 km al noroeste de la ciudad de Tres Lomas, Provincia de Buenos Aires, Argentina.